# Rage Hard
"Rage Hard" är Frankie Goes to Hollywoods femte singel. Den släpptes den 25 augusti 1986 och återfinns på albumet Liverpool (utgivet den 20 oktober 1986).
Rage Hard nådde Englandslistans fjärdeplats och blev en topp-10-hit i de flesta västeuropeiska länderna. I Tyskland nådde singeln förstaplatsen. På den svenska singellistan hamnade Rage Hard på plats 20.
Låttiteln Rage Hard är inspirerad av den walesiske poeten Dylan Thomas dikt Do not go gentle into that good night (1951).

## Låtförteckning

### Vinylsingel
1. "Rage Hard (7" mix)" – 5:05
2. "(Don't Lose What's Left) Of Your Little Mind" – 4:03

### Digital nedladdning: ZTT
1. "Rage Hard" (7" mix) – 5:09
2. "Rage Hard" (Stamped) – 5:00
3. "Rage Hard" (7" mix, instrumental) [labelled as "Voiceless"] – 5:07
4. "Rage Hard" (The Young Person's Guide To The 12" Mix) [labelled as "⊕"] – 12:07
5. "Rage Hard" (Broad Mix) [labelled as "⊕⊕"] – 8:42
6. "Suffragette City" – 3:35
7. "(Don't Lose What's Left) Of Your Little Mind" – 6:15
8. "Roadhouse Blues" – 4:07
9. "['always note the sequencer...']" [labelled as "Rage Hard (++ Coda)"] – 0:24

### Maxisingel (12";promo)
1. "Rage Hard" (Freddie Bastone vocal remix) – 7:00
2. "Rage Hard" (Freddie Bastone remix edit) – 4:03
3. "Rage Hard" (Freddie Bastone remix dub) – 5:30[4]